# Miss You
Miss You / Far Away Eyes je pilotní singl k albu Some Girls rockové skupiny The Rolling Stones. Obě písně byly natočeny v rozmezí let 1977 - 1978 ve studiích Pathé Marconi v Boulougne-Billancourt nedaleko Paříže.
Singl vyšel 19. května 1978 a v USA dosáhl na 1. příčku. Ve Velké Británii se vyšplhal na 3. místo. Obě písně vyšly na albu Some Girls, obě jsou ovšem zkráceny. Autory obou skladeb jsou Mick Jagger a Keith Richards. K oběma písním bylo taktéž natočeno promo video.
Základní informace:
A strana
- "Miss You (single edit)" (Jagger / Richards) - 3:37

B strana
- "Far Away Eyes (single edit)" (Jagger / Richards) - 3:47